# Дом Милютиной
Дом Милю́тиной — историческое здание в Дмитрове, построенное на рубеже XIX—XX веков. Современный адрес: Загорская улица, 38. Объект культурного наследия регионального значения.

## История
Дом для графини О. Д. Милютиной, дочери военного министра Д. А. Милютина, построен около 1900 года на средства отца. Владелица, известная своей благотворительностью, устроила в доме детский приют. Дом был разделён на две половины — для девочек и мальчиков, в доме имелись жилые помещения и места для занятий. После Октябрьской революции в доме размещён краеведческий музей, а в кирпичном цоколе — архив. В 1974 году дом отремонтирован при приспособлении под административное здание (в процессе утрачены исторические изразцовые печи). В 2000-х годах при новом ремонте заменены отопление, водопровод и канализация. По состоянию на 2020 год дом фактически не используется. Планируется новая реставрация дома.

## Архитектура

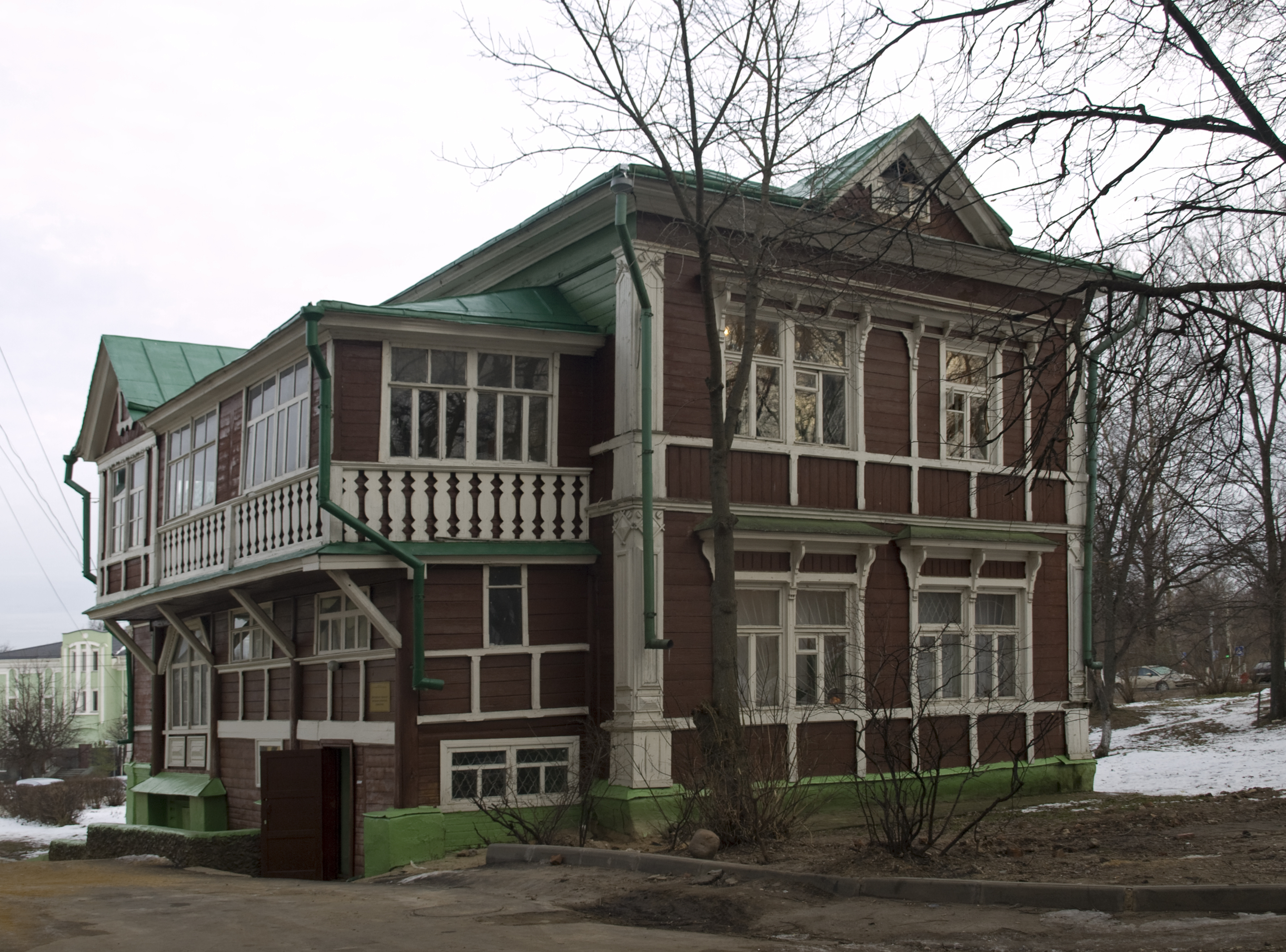
Задний фасад дома

Дом является образцом стиля модерн. Здание деревянное, в два этажа (второй этаж частично мансардный), на кирпичном цоколе (со стороны уличного фасада благодаря уклону местности имеет полноценный цокольный этаж). Дом располагался в глубине крупного участка с садом, сейчас же оказался в окружении новой застройки. Главный фасад с мансардой обращён к Загорской (ранее Сергиевской) улице. В живописном наружном декоре есть отсылка к приёмам народной швейцарской архитектуры. Деревянная обшивка сруба имитирует отделку рустом. Оконные проёмы размещены свободно, в некоторых местах объединены в группы общими сандриками, которые поддерживают кронштейны. Первоначальная планировка не сохранилась.